# Godfrey Jackson Mwasekaga
Godfrey Jackson Mwasekaga (* 7. März 1976 in Kyela, Region Mbeya) ist ein tansanischer römisch-katholischer Geistlicher und Weihbischof in Mbeya.

## Leben
Godfrey Jackson Mwasekaga studierte Philosophie und Theologie am Priesterseminar in Peramiho. Am 14. Juli 2005 empfing er das Sakrament der Priesterweihe für das Bistum Mbeya.
Neben Tätigkeiten in der Pfarrseelsorge in Mlowo war er von 2006 bis 2008 Direktor des katechetischen Diözesanamts und des Catechetical Training Center. Von 2008 bis 2017 studierte er in Italien und erwarb zunächst das Lizenziat am Istituto Teologico Salesiano San Tommaso in Messina. Anschließend wurde er an der Päpstlichen Universität der Salesianer in Rom zum Doctor theologiae promoviert. Nach der Rückkehr in seine Heimatdiözese war er zunächst Pfarrer in Mlowo und ab 2019 in Mwanjelwa. Außerdem war er ab 2017 erneut Direktor des katechetischen Diözesanamts und des Catechetical Training Center. Ab 2019 war er Generalvikar des Erzbistums Mbeya.
Papst Franziskus ernannte ihn am 9. März 2024 zum Titularbischof von Thuburbo Minus und zum Weihbischof in Mbeya. Der emeritierte Erzbischof von Daressalam, Polycarp Kardinal Pengo, spendete ihm am 26. Mai desselben Jahres im Sokoine-Stadion von Mbeya die Bischofsweihe. Mitkonsekratoren waren der Erzbischof von Mbeya, Gervas John Mwasikwabhila Nyaisonga, und der Erzbischof von Daressalam, Jude Thadaeus Ruwa’ichi OFMCap.